# Облеменко, Йон
Йон Облеменко (рум. Ion Oblemenco; 13 мая 1945, Корабия, Олт — 1 сентября 1996, Агадир) — румынский футболист и футбольный тренер.

## Карьера
Облеменко быстро стал лидером и капитаном команды «синих львов». Он дебютировал в матче против «Динамо» (Бухарест) 21 августа 1966 года. В следующей игре он забил дважды, победив «Жиул Петрошани» со счётом 3:2. В своём первом сезоне 1966/67 Облеменко стал лучшим бомбардиром Дивизии А, забив 17 голов в 23 матчах, и трижды повторил этот результат в (1969/70 — 19 голов), (1971/72 — 19 голов) и (1972/73 — 21 гол), став, наряду со Штефаном Добаи и Дуду Джорджеску, единственными игроками, добившимися этого достижения в Дивизии А.